# Unique (Marusha-dal)
Az Unique című dal a német techno királynő Marusha 2. kimásolt kislemeze a Wir című 1995-ben megjelent albumról. A dal a finn slágerlista 8. helyéig jutott, de hazájában is slágerlistás helyezést ért el.

## Megjelenések
12"  Low Spirit Recordings – none
- A	Unique	6:43
- B	Violet	6:06

12" remixes  Low Spirit Recordings – none
- A	Unique (Remixed By Accelerator) 6:38 Remix – Accelerator
- B1	Unique (Remixed By Tom Wax) 5:30 Remix – Tom Wax
- B2	Unique (Remixed By Dave Davis & F. Santini) 6:06 Remix – Dave Davis, F. Santini

## Slágerlista
| 1995 | "Unique" | 35 | 38 | 8 |

## Külső hivatkozások
- A dal videóklipje a YouTube-on[8]
- A dal a hitparade.ch oldalon[9]
- Marusha weboldala[10]